# لا فافا
لا فافا (بالإنجليزية: La Fava)‏ هو أحد جبال سلسلة جبال الألب البرنية وجزء من القمة الأم مونت غوند يقع في سويسرا. يبلغ ارتفاع الجبل حوالي 2612 متر، بينما يبلغ ارتفاع نتوء الجبل 279 متر.